# Ghiacciaio Marr
Il ghiacciaio Marr è un ghiacciaio alpino lungo circa 7 km situato nella zona centrale dei colli Kukri, nella regione centro-occidentale della Dipendenza di Ross, in Antartide. Il ghiacciaio, il cui punto più alto si trova a circa 1600 m s.l.m., si trova in particolare tra il ghiacciaio Doran, a ovest, e il ghiacciaio Moa, a est, e fluisce verso nord partendo dal versante nord-occidentale del picco Koi e scorrendo lungo il versante sud-orientale della valle di Taylor, senza però arrivare sul fondo della valle ma alimentando i piccoli laghi glaciali sul fondo di questa attraverso dei rivoli di ghiaccio sciolto che partono dal suo termine.

## Storia
Il ghiacciaio Marr è stato scoperto e mappato nel corso della spedizione Terra Nova, condotta dal 1910 al 1913 e comandata dal capitano Robert Falcon Scott, e così battezzato da quest'ultimo in onore del geologo britannico John Edward Marr.